# Baron Percy

Herb Percy

Baronowie Percy 1. kreacji (parostwo Anglii)
- 1066–1096: William de Percy, 1. baron Percy
- 1096–1135: Alan de Percy, 2. baron Percy
- 1135–1150: William de Percy, 3. baron Percy
- 1150–1175: William de Percy, 4. baron Percy
- 1175–1198: Richard de Percy, 5. baron Percy
- 1198–1245: William de Percy, 6. baron Percy
- 1245–1272: Henry de Percy, 7. baron Percy
- 1272–1299: Henry de Percy, 8. baron Percy

Hrabiowie Percy (of Alnwick) 2. kreacji (parostwo Anglii)
- 1299–1314: Henry de Percy, 1. baron Percy
- 1314–1351: Henry de Percy, 2. baron Percy
- 1351–1368: Henry de Percy, 3. baron Percy
- 1368–1408: Henry Percy, 4. baron Percy

Następni baronowie Percy, patrz: 2.-5. hrabia Nortumberland
Baronowie Percy (of Alnwick) 3. kreacji (parostwo Anglii)
7.-11. hrabia Northumberland
Baronowie Percy 4. kreacji (parostwo Wielkiej Brytanii)
- 1722–1750: Algernon Seymour, 1. baron Percy i 7. książę Somerset
- 1750–1776: Elisabeth Seymour, 2. baronowa Percy
- 1776–1817: Hugh Percy, 3. baron Percy i 2. książę Northumberland
- 1817–1847: Hugh Percy, 4. baron Percy i 3. książę Northumberland
- 1847–1865: Algernon Percy, 5. baron Percy i 4. książę Northumberland
- 1865–1917: John James Hugh Henry Stewart-Murray, 6. baron Percy i 7. książę Atholl
- 1917–1942: John George Stewart-Murray, 7. baron Percy i 8. książę Atholl
- 1942–1957: James Thomas Stewart-Murray, 8. baron Percy i 9. książę Atholl
- 1957–1988: Hugh Algernon Percy, 9. baron Percy i 10. książę Northumberland
- 1988–1995: Henry Alan Walter Richard Percy, 10. baron Percy i 11. książę Northumberland
- 1995-: Ralph George Algernon Percy, 12. książę Northumberland